# Nathrioglaphyra heptapotamica
Nathrioglaphyra heptapotamica är en skalbaggsart som först beskrevs av Plavilstshikov 1940.  Nathrioglaphyra heptapotamica ingår i släktet Nathrioglaphyra och familjen långhorningar.
Artens utbredningsområde är Kazakstan. Inga underarter finns listade i Catalogue of Life.